# Lucas Murray
Lucas Murray (sinh năm 2002 tại Poole, Dorset) là một trong những người mù Anh đầu tiên học được cách cảm nhận môi trường xung quanh bằng phương pháp định vị dùng tiếng vọng tương tự như dơi và cá heo. Lucas có thể tắc lưỡi và lắng nghe tiếng vọng để xác định được vị trí các đồ vật quanh mình, và cả chất liệu của các đồ vật này. Lucas học được phương pháp định vị này từ một người mù khác, ông Daniel Kish từ  California.

## Tiểu sử
Lucas bị mù bẩm sinh nhưng đến khi cậu được 5 tháng người ta mới biết cậu bị mù. Cha mẹ cậu buồn rầu vô cùng, nghĩ rằng tương lai cậu thật thê thảm.. Sau đó mẹ cậu có xem một bộ phim tư liệu trên TV về một cậu bé người Mỹ tên là Ben Underwood, cậu tự học cách định vị bằng tiếng vọng đến mức tài tình. Trong phim, Daniel Kish nói về cách định vị dùng tiếng vọng và tầm quan trọng của gậy dò đường cho người mù.. Nhiều tháng sau khi xem bộ phim, mẹ Lucas tình cờ biết được Daniel sắp đến thăm một tổ chức từ thiện ở Scotland, và bà liên hệ với Daniel hỏi ông có thể đến thăm Lucas được không. Daniel Kish cùng với Brian Bushway đã đến thăm và dạy cho Lucas trong vòng 4 ngày (vào năm 2007) những điều cơ bản của cách định vị dùng tiếng vọng, và cả cách dùng gậy dò đường. Daniel nói rằng cách định vị này học dễ hơn khi còn nhỏ.

## Hiệu quả của phương pháp định vị dùng tiếng vọng
Lucas hiện đã được 19 tuổi, và mẹ cậu kể rằng khả năng tự lập của cậu tiến bộ trông thấy từng ngày, cậu có thể chơi với bạn những môn thể thao như leo núi và bóng rổ. Lucas xác định vị trí các đồ vật quanh mình bằng cách nghe tiếng vọng từ các đồ vật khi cậu tắc lưỡi, và qua tiếng vọng cậu cũng đoán được chất liệu và hình dạng các đồ vật. Lucas là người Anh đầu tiên dùng được phương pháp này và được tặng biệt danh "Người dơi" vì loài dơi cũng dùng cách tương tự để "nhìn". Daniel nói rằng Lucas rất có khiếu. Lucas rất thích phương pháp này, nhưng cũng nói rằng không dễ học chút nào. Lucas cũng dùng gậy dò đường.